# Atheris chlorechis
Espèce
Synonymes
- Vipera chlorechis Pel, 1851
- Echis chloroechis (Pel, 1851)
- Atheris polylepis Peters, 1864

Statut de conservation UICN

 LC  : Préoccupation mineure
Atheris chlorechis ou vipère des buissons est une espèce de serpents de la famille des Viperidae.

## Répartition
Cette espèce se rencontre :
- en Guinée ;
- en Sierra Leone ;
- au Liberia ;
- en Côte d'Ivoire ;
- au Ghana ;
- au Togo ;
- au Bénin ;
- au Nigeria ;
- au Cameroun.

## Habitat
Cette vipère vit dans les arbres des forêts denses, à un ou deux mètres du sol.

## Description

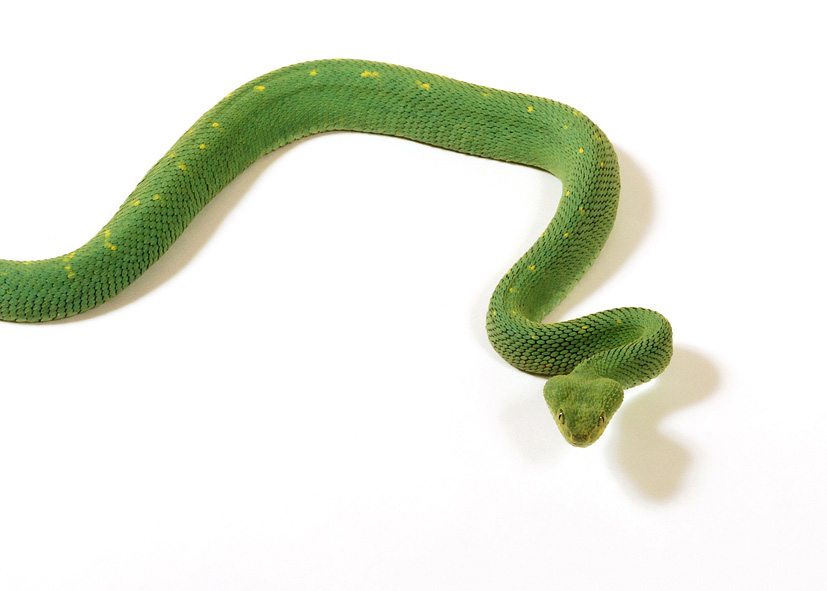
Atheris chlorechis

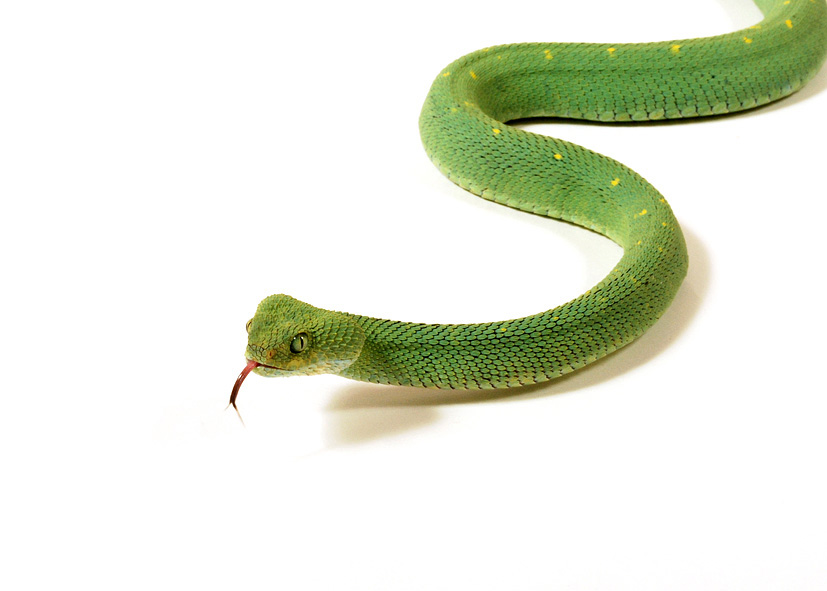
Atheris chlorechis

Ce reptile atteint 50 centimètres, au plus 70 centimètres. Il est de couleur verte, avec de petits points jaunes, à l'âge adulte ; les jeunes étant de couleur moins vive, avec des taches marron.

## Alimentation
Cette vipère se nourrit de petits rongeurs et de reptiles.

## Reproduction
Ce reptile donne naissance en mars-avril à une portée de 6 à 9 petits mesurant 1 à 2 centimètres.

## Publication originale
- Pel, 1851 : Over de jagt aan de Goudkust, volgens eene tienjarige eigene ondervinding. Nederlands tijdschrift Jagtkunde, vol. 1, p. 149-173.